# 鲍里斯·桑松
鲍里斯·桑松（法語：Boris Sanson，1980年12月7日—），法国男子击剑运动员。他曾参加2008年夏季奥运会击剑男子佩剑个人和团体两个小项，其中个人小项在八分之一决赛被路易吉·塔兰蒂诺淘汰，团体小项则获得金牌。